# Lamprosema ebulealis
Lamprosema ebulealis là một loài bướm đêm trong họ Crambidae.